# Bilforhandler
En bilforhandler, autoforhandler eller automobilforhandler er en virksomhed, som har specialiseret sig i køb og salg af biler.
Hos en bilforhandler findes som oftest salg af nye biler (med udstillingslokale), salg af brugte biler, værksted samt salg af tilbehør og reservedele. I et digitalt bilhus er det muligt at vise virtuelle biler i rigtig størrelse på storskærme. Ved hjælp af touchskærme kan interesserede se specifikationerne på den ønskede bil.
De fleste bilforhandlere har autorisation til et eller flere bestemte bilmærker. På grund af koncentrationsprocessen i de senere år tilslutter flere og flere bilforhandlere sig en bilforhandlerkæde i stedet for at være selvstændige.